# Ras Bou Tria
Ras Bou Tria (àrab: رأس بُطْرِيَّة, Raʾs Buṭriyya, o رأس بُوتْرِيَّة, Raʾs Būtriyya) és un cap de la costa oriental de Tunísia que marca la punta nord de la governació de Sfax. A la vora hi ha el jaciment arqueològic de l'antiga Acholla, amb cases romanes, amfiteatre i banys, i les ciutats de Louata i Louza.